# ノートパソコン
ノートパソコン（ノート型パーソナルコンピュータ、ノートPC、ラップトップ、英: laptop, laptop computer, notebook computer, notepad computer, etc）は、モニタなどの表示画面、キーボードやポインティングデバイスなどの入力機器、バッテリー（電池）などがコンピュータ本体と一体化され、ユーザーが任意の場所へ移動させて利用する（持ち運ぶ）ことを前提として設計された、二つ折りで軽量のパーソナルコンピュータの総称である。

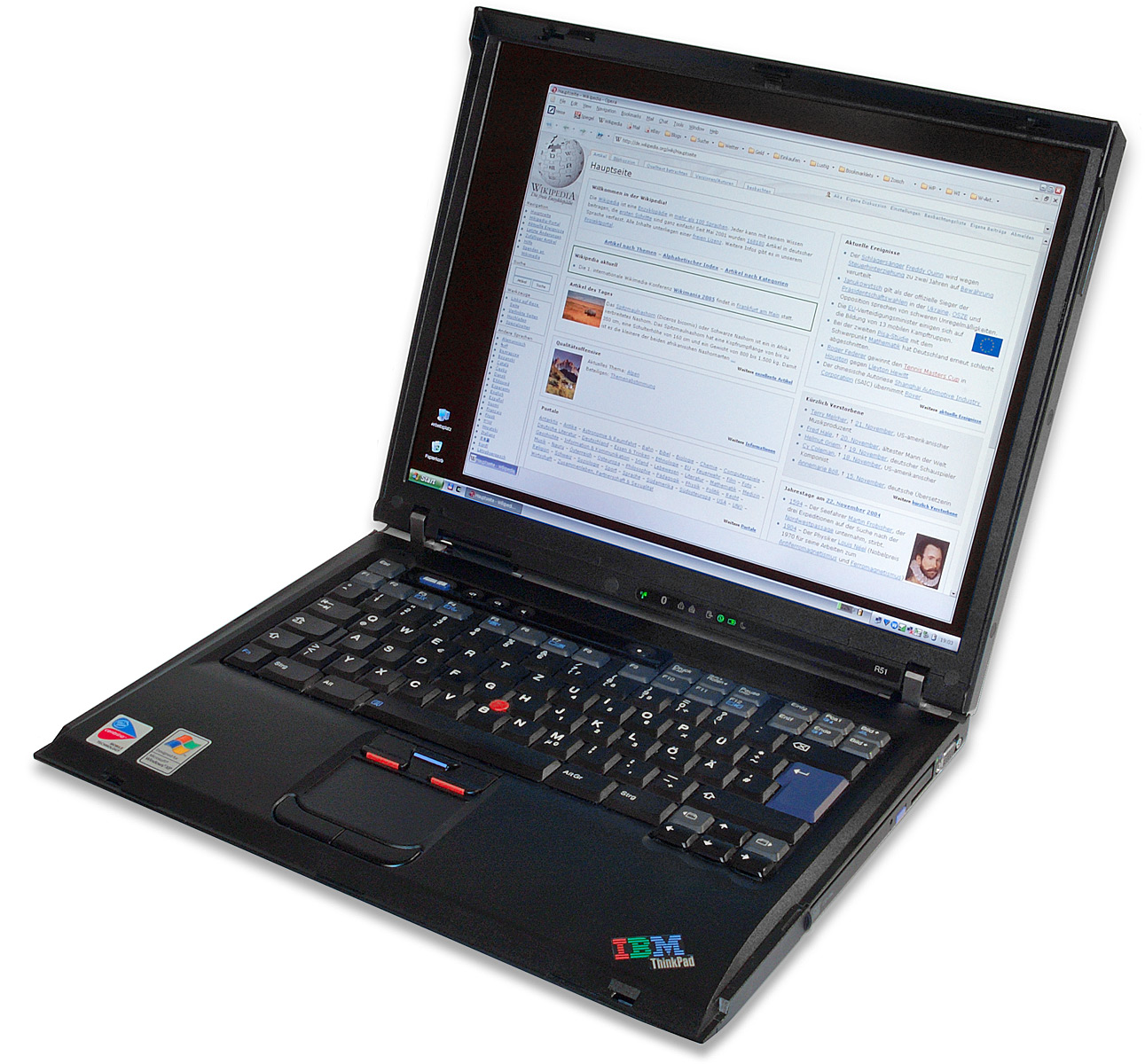
ノートパソコンの一例
ThinkPad R51
（2004年・15型・B4サイズ）

## 概要
ノートパソコンは、主にパーソナルコンピュータ（いわゆる「パソコン」）の機能をオールインワンとし、可搬性や携帯性を重視したものであるが、その当初は後述するようにそれなりのサイズで重量もあったため、持ち歩くにもある程度の腕力を必要とするものであった。後に様々な技術の進歩を取り入れたことや、タブレットやスマートフォンとの競争に晒されたことで、小型化・軽量化（ダウンサイジング）が進んでいる。
古くは小型高密度化でそれ相応の製造コストがかかることから、デスクトップパソコンと比して販売価格が割高となる傾向は避けられず、また、オールインワンタイプの宿命として自作PCのような拡張性も乏しく、かつ、モジュールも専用部品を使うことから、デスクトップ機のように部品交換で機能を向上させたりすることにも、それらが高価であったり、そもそも部品交換に対応していないなど、困難が付きまとった。
しかし、2000年代には多くのユーザーにとってデスクトップパソコンが過剰性能気味となった一方、ノートパソコンの価格も下がり、内部拡張のニーズも減少していった。こうした経緯により、一般のユーザーにもノートパソコンがメインのパソコンとして受け入れられるようになっている。
ノートパソコンの製造には、電子部品の小型・低消費電力化や、機械的構造（剛性・衝撃や圧迫に対する強度・対水ぬれ性など）の高度な設計など、総合的な技術力が求められることから、長い間日本のお家芸であった。しかし、1998年（平成10年）頃から大型の機種の生産を地価や人件費の安い中国・台湾などに移管するメーカーや、現地企業に設計・生産を委託し、独自の設計・製造からは撤退するメーカーなども相次ぎ、その後も撤退、譲渡、別会社化など縮小を続けた。現在日本国内で生産しているのは直販メーカーが中心で、国内市場向けに迅速な対応が求められるBTOによる組み立てが行われている。
近年では電子部品の高性能、高密度化や、部品実装技術の向上、素材の性能向上などの発展により小型化、軽量化が進み、演算性能も飛躍的に向上している。また、バッテリーの性能向上もノートパソコンの発展に大きく貢献している。様々な機能がモジュールの形で実装しやすくなっているなどの事情もあり、後述するように多機能化も依然進行中である。

### 市場の動向
日本では住宅事情などにより、2000年以降ノートパソコンがパソコン市場の主流となっており、自社パソコンのラインアップをノート型のみとするメーカーも存在する。また、従来はコストパフォーマンス重視でデスクトップパソコンが主流であったアメリカ合衆国やヨーロッパでも、価格や利便性のみならず、省電力=地球環境への配慮という観点からもノートパソコンによるデスクトップパソコンの置き換えが進んでいる。
こういったノートパソコン普及の一端には、「メインとして使うのに必要十分な性能」がデスクトップ機と比してもそれほど割高ではない価格で実現できるようになってきているためである。ノートパソコンを選択することは、企業において省エネ・省スペースもさることながら、外出・出張先に普段使っている環境を持ち出して作業できる利点もある。この安価な省スペースパソコンという需要では、いわゆるシンクライアント端末や省スペースパソコン（デスクトップ機）という選択肢もあり、ノート型パソコンが小型化の一方で犠牲にせざるを得ない「大画面」（大解像度）や「入力しやすい（フル）キーボード」や「扱いやすいポインティングデバイス」などを使うために、あえてノートパソコンではなく、大解像度の液晶ディスプレイへ接続・映像出力が可能な省スペースパソコンを選ぶ視点も存在する。
2009年（平成21年）には後述するネットブックに代表される低価格サブノートパソコンに牽引される形でノートパソコン全体の価格が大きく下がり、この時点で、全世界で販売されているパソコンの50%以上をノート形パソコンが占めるまでになった。2010年代以降、キーボードの着脱が可能なタブレットPCやスマートフォンと競合するようになった。

## 名称
「ノートパソコン」との呼称は和製英語であり、世界的にはノートブック (Notebook, Notebook computer)と呼ばれている。ラップトップ (Laptop, Laptop computer)と呼ばれるカテゴリ（の一部）で、概ね3 kg未満でブリーフケースに収まるサイズのラップトップがノートブックと呼ばれている（さらに薄型軽量のものはウルトラブック (Ultrabook)と呼ばれる）。日本では「ラップトップパソコン」より小型軽量なパソコンを指して、あるいはラップトップに相当する製品を全てノートパソコンと呼ぶことが多い。略して「ノーパソ」や「ノートパソ」などと呼ばれることもある。2017年現在の日本ではラップトップという呼称はほぼ廃れ、大型のデスクノートも含め、2つ折り式のポータブルコンピュータを全てノートパソコンと呼んでいる。
なお、1989年に日本でこの分野のパソコンが登場した当時は呼称が統一されておらず、マスメディアやパソコン雑誌でも当初は「ブック型パソコン」、「ブックパソコン」などの呼称が多かったが、エプソン（現・セイコーエプソン）が286NOTE、NECが98NOTEをそれぞれ「ノート型パソコン」として売り出したことから、「ノートパソコン」の名が一般的になった。

## 歴史

### ラップトップパソコン以前

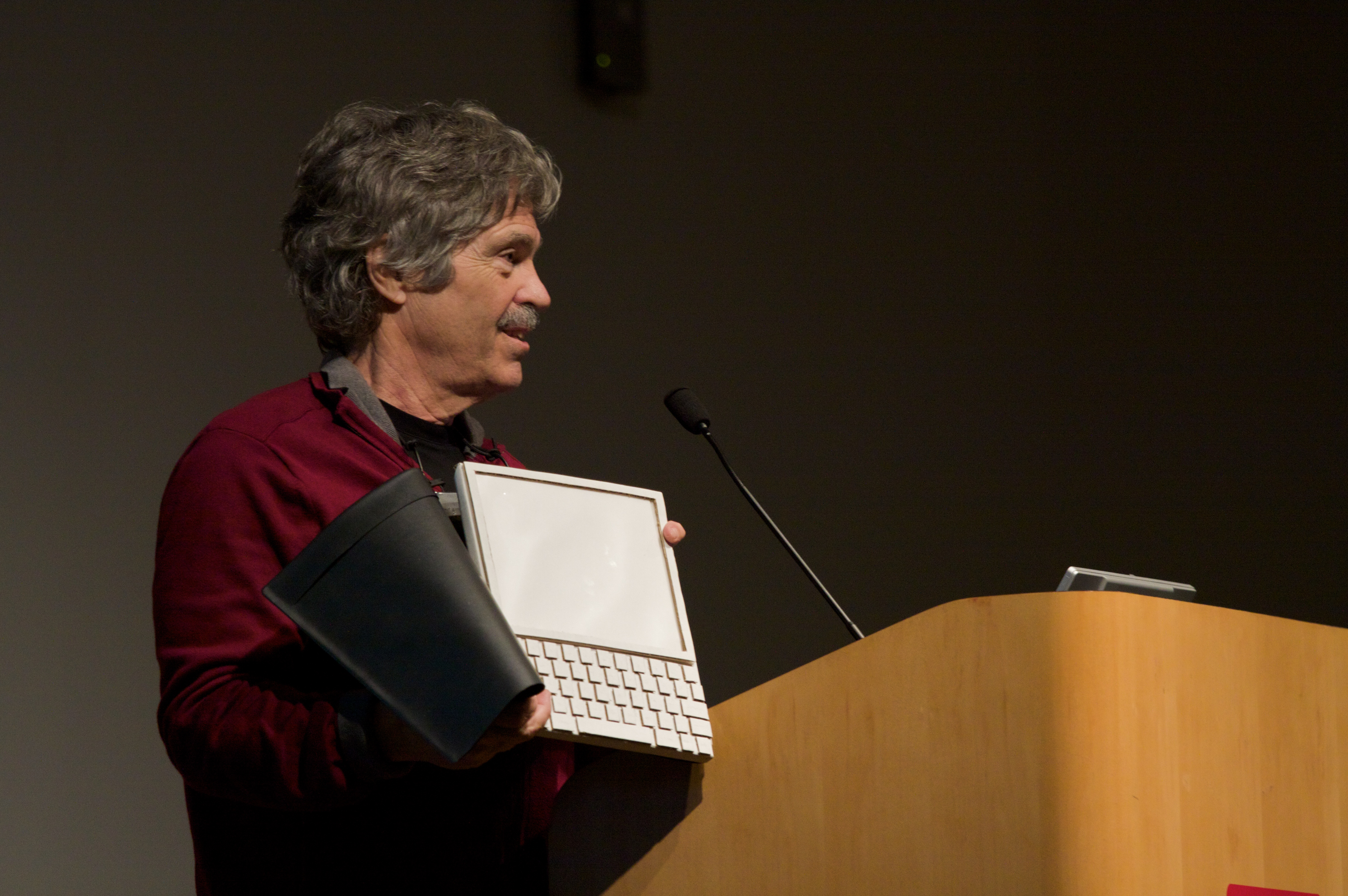
ダイナブック（プロトタイプ）の模型を持つアラン・ケイ（2008年）

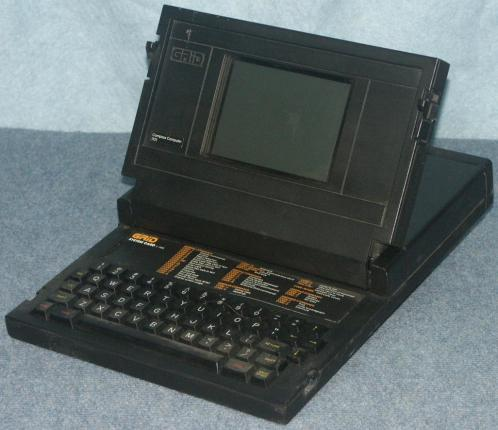
Grid Compass 1101

パーソナルでポータブルなコンピュータという概念はアラン・ケイによる1972年に発表されたダイナブックという構想で詳しく描かれている。ノート型より先にデスクトップサイズのパソコンの開発が行われたが、これらは形状（大きさや重量）的に持ち運びができるもの（ポータブル）ではなかった。IBMは1973年にポータブルコンピュータのプロトタイプIBM Special Computer APL Machine Portable (SCAMP) を発表し、1975年には世界初の市販ポータブル・コンピュータIBM 5100を発売した。
1980年代のはじめ、最初期のポータブルパソコンは、トランクやスーツケース大の筐体にCRTや補助記憶装置を詰め込み、何とか持ち運びが可能な状態に組み上げた製品であった。Portal R2E CCMC、オズボーン・コンピュータのオズボーン1や、コンパックのCompaq Portableなどがそのルーツである。しかし、これらはバッテリー駆動ではなく外部電源を必要とし、どうにか移動できるというレベルであった。
後にA4サイズ程度の持ち運べるコンピュータが開発され、ハンドヘルドコンピュータと呼ばれた。フルキーボードと小さな液晶ディスプレイを備え、バッテリー駆動が可能であった。マイクロカセットやプリンタなどの入出力機器を搭載したものもあったが、基本的にはデスクトップタイプのパソコンとは互換性のない、別個の商品として扱われていた。エプソンのHC-20、TRS-80 Model 100、そしてNECのPC-8201などが初期の例である。これらはディスプレイサイズが極端に小さく（データやタイピングを一行から数行表示できる）、デスクトップタイプのパソコン互換ではないことから、現在のノートパソコンとは異なる系統と言える。他にもポケットコンピュータというジャンルも存在していた。

### ラップトップパソコンの誕生
1982年には、ビル・モグリッジがデザインし、Grid Systems Corporationが開発したGrid Compass 1101という世界初のクラムシェル型、つまり二つ折りにすることで、フルキーボードと画面を両立させ、折り畳んだ状態で持ち運べる小型パソコンが発売された。これによってノートPCの原型が確立されたが、高価格だったこととOSがマイナーな独自OSだったため、利用者はNASAやアメリカ軍など特殊な層であり、一般には広く普及しなかった。1983年には同じくクラムシェル型のDulmont Magnumが、同じく1983年にはSharp PC-5000、Ampere、そしてGavilan SC、1985年にはBondwell-2が発売された。PC-5000は本体のみの場合、バッテリで8時間使用可能とされた。1985年には、一般市場向けで商業的に成功した初のラップトップとして、東芝からIBM PC/XT互換ラップトップPC T1100が発売された。
これらの1980年代初頭より登場した製品は、椅子に座ったひざの上で操作できるという意味で、「ラップトップパソコン」（英語：Laptop Computer）と呼ばれたが、重量が嵩んだ製品が多く、中にはMacintosh Portableなど7kgを超える製品も有ったため、ラップクラッシャー(膝壊し)などと揶揄されることもあった。
また、1989年には初のパームトップPCであるAtari Portfolioが発売された。これは、掌サイズの横長のクラムシェル型筐体に、ディスプレイとキーボードが備わっていた。この分野では、Poqet PCやシャープ、HPが続いて商品を発売した。

### ノートパソコンへ進化
そんな中、A4ノートサイズ、2.7kgと軽量で、最小限のインターフェースを装備しながら、大型の液晶ディスプレイを備え、デスクトップタイプのパソコンと互換性を保持した製品として、1989年6月27日発表、同年7月に東芝から発売されたDynaBook（現・dynabook） J-3100SSは、19万8,000円という価格で衝撃を与えた。発表こそ エプソンのPC-286NOTE executive が先んじていたものの（1989年6月7日発表、同年9月発売、重さ 2.2kg、45万8,000円）、価格的には競合にならなかった。これらは、1989年10月には NEC より発売された PC-9801n とともに、「ノートパソコン」、通称「ノートPC」という新たな市場を切り開いた。基本的なデザインはノートPCの原型となったGrid Compassと大きく変わらないものの、それ以前のより重量的なラップトップPCと区別するためにノートPCという用語が使われるようになった。（注：1990年代後半になると、ラップトップPCとノートPCはほぼ同じ意味で使われるようになった。）
1991年にはApple ComputerがPowerBookシリーズの発売を開始、キーボードの手前にパームレストとポインティングデバイス（当時はトラックボール）を配置するという現在のノートパソコンのデザインの原型となった。ThinkPad（IBM/Lenovo）は独自のトラックポイントを採用している。

### ノートパソコンの多機能化
2000年代には、タッチパッドやポインティング・スティックといったポインティングデバイス、イーサネットや無線LANといったネットワーク機能はどのノートパソコンにも必ず搭載される機能になった。ディスプレイは高画質化され、Bluetoothをはじめとしたワイヤレス接続機能は著しい発展をとげ、プロセッサの処理速度や搭載メモリ容量なども大幅に向上した。これによりデスクトップ型パソコンの補助ではなく、最初に購入するパソコン、さらにメインマシンとして使用されることが一般的となった。
また低速だったUSBも高速化し、それ以前のノートパソコンが苦手とした拡張性を補って余りある接続性を提供しており、外部記憶装置や各種入出力機器・ユーザーインターフェイスデバイス・拡張機能を提供する周辺機器は多く、前述のBluetoothによる外部機器接続の利便性とあわせて、多用途で利用されるようになった。2019年にはUSB4でThunderboltの仕様を取り込んだ。

## 構造
構造としては、基本的にパーソナルコンピュータの機能を備える以上は、このコンピュータ・アーキテクチャを踏襲したものになっているが、オールインワン機種として、表示機器や演算装置・外部記憶装置・入力機器（ユーザインタフェース）などを一通り内蔵している。また、携帯に際して電源を得られない場所でも使用するために電源（バッテリー）を内蔵しており、内蔵電源と外部電源を利用できるようになっている。
パーソナルコンピュータ自身が汎用の製品であるため、製品によっては特定のユーザー群の利便性を向上させるべく何らかの機能を付加したものがある一方で、基本機能だけでまとめられ、ユーザーが用途に応じて拡張機能をオプションで追加することを前提とする製品も少なくない。こと小型化・携帯性を求める機種では、光学ドライブなどかさ張る機能は外部接続で利用するよう設計されている。

### 表示機器
軽量化およびバッテリー動作のため、表示機器には主に液晶ディスプレイが使われており、基本的に本体部分との二つ折り形状となっているが、画面部分を回転させ画面を表にして折りたたむことでタブレットPCのように利用できるタイプも存在する。画面の大きさはデスクトップパソコンと同様に対角で「○○インチ」（販売店などでは○○型と表記）で表される。以前はアスペクト比（長辺:短辺）は「4:3」が主流であったが、2000年代半ば頃から「16:10」、「16:9」のいわゆるワイドが主流となっている。初期の頃は小型化や技術的なものやコストの問題もあってモノクロ画面を採用した製品もあったほか、16色や256色表示（色深度4ビットや8ビット）など色彩表示が限定的なものもあったが、現在はほぼ例外なくデスクトップ機と比べても遜色がないカラー表示が可能となっている。
ディスプレイは液晶と有機ELが多い。液晶ディスプレイに関しては、当初は白黒液晶に始まり、カラー化の途上で比較的安価なDSTN液晶を採用した製品も普及したが、現在はほぼ全数がTFT液晶となっている。バックライトについては長らく冷陰極管（極細の蛍光管）が用いられていたが、2008年第4四半期からLEDバックライト（エッジライト式）が登場している。

### 筐体
筐体の大きさについてはノートパソコンを閉じたときの状態で紙の寸法のA列およびB列になぞらえてカテゴライズされている。また、紙の寸法より一回り大きい「ファイルサイズ」という表現も用いられる。ただ、前述の通り画面アスペクト比がワイドのものでは、横に細長い製品も登場している。
スリムノート（英語では Slim より Thin が使われている）と呼称されるノートパソコンについては、特定の大きさのカテゴリーに属するノートパソコンよりも比較的厚みが薄いものを指す。

### 電源
電源は基本的に内蔵電源としてのバッテリーと、外部電源（商用電源など）を直接利用したりバッテリーを充電するためのACアダプタを利用する。大型の機種や過去のものには外部電源を利用するための変圧器や整流器を内蔵した製品もあったが、現在では本体の小型軽量化を妨げる要素として、小型機種を中心に外部にACアダプターを接続する形態が主流である。バッテリーに関しては技術革新が著しいものの、コンピュータとしての他の箇所の高性能化は消費電力を増大させる傾向もあり、また実用的な稼働時間と携帯性の間で、メーカー側はバランスに苦慮している。
ノートパソコン以外にも言えることだが、二次電池は充放電サイクルを繰り返すにつれて有効容量が減少するという問題を抱えており、経年劣化したバッテリーは交換を必要とする場合もある。なお、頻繁に充放電を繰り返したり過放電するなど利用条件次第でバッテリは保証期間内であっても容量が低下する場合もあることから、メーカーでは消耗部品扱いで保証対象外とする場合がほとんどである。
ノートパソコンに付属するACアダプターは、外部電源による動作および内蔵バッテリーの充電のために使用するが、ノートパソコンが携帯される機器として、販売されている（購入した）地域を離れた海外旅行や海外出張にも持ち出される場合もあることから、世界各国の電源事情に対応、電圧や交流周波数の違い（100～240ボルト、50/60ヘルツ）を自動的にノートパソコンの機能に即した電圧で直流の電流に変換できるよう設計された製品も見られ、またコンセント形状も様々な規格が存在し国・地域によってまちまちであることから、プラグ変換で対応する製品も見出せる。このほか、乗用車のアクセサリーソケットを利用できるアダプターなど、様々な製品も見られる。
また、半導体製品の低電圧化が進む現在でも消費電力の高いCPUや液晶パネル（特にバックライト）、各種ドライブなどを使用していることもバッテリーの小型化を阻害している要因である。古くは乾電池で駆動するものやThinkPad 220のように必要に応じてバッテリーと電池ボックスを入れ替えて利用できるノートパソコンも存在したが、パソコンの性能が上がり、消費電力の増大した現在ではノートパソコンを実用的に駆動するのは難しいため、現行のノートパソコンでは（マニアの改造を別にすれば）乾電池駆動の製品は見られない。そのため、外部に持ち出して長時間駆動するにはACアダプターも持参し電源を確保する必要性が出る。一部のメーカーでは充電式電池に代わって、アルコール（メタノール）を補給して電力を発生させる燃料電池の開発を進めているが、まだまだ技術革新の必要性が高い製品といえる。
なお、公共の施設でACアダプターを使用すると電気窃盗（盗電）になるおそれがある。その一方で、ノートパソコンを含む様々な電子機器としての携帯機器が一般に普及した結果として、日本においては一部の新幹線（東海道・山陽・九州のN700系、東北のE5系、山形のE3系2000番台、秋田のE6系、北陸のE7・W7系）や特急列車（主に2009年以降に製造されたJRや私鉄の車両）、ファミリーレストランやファストフード店など、客席にノートパソコンや携帯電話の充電用のコンセントを備えた施設も増えるなどしている。
またバッテリーは携帯時の電源だけでなく、急な停電の際の無停電電源装置としても機能する。

### 大きさと区分け
| 形状                                | 画像                              | 特徴 |
| ----------------------------------- | --------------------------------- | --- |
| B4以上                              | 液晶画素数1920x1200 （17型WUXGA） | ノートパソコンとしては大型の筐体であり、デスクノートもしくはオールインワン型ノートパソコンとも呼ばれる。液晶は16インチから最大で20インチ程度の、アスペクト比が「16:10」ないし「16:9」といった横長のワイド液晶（主にB4サイズ）を持ち、画面解像度は1680x1050 WSXGA+ ～ 1920x1200 WUXGAが主流である。多くの場合、CPUにはノートパソコンとしては高速なものが使われ、重量も3～5キログラム程度あり、中にはバッテリーを搭載しないモデルも存在し、重量とサイズが大きいため、ビジネスなどで持ち運んで使用する用途には適しておらず、デスクトップパソコン代わりの据え置きとしての利用が想定されている。 筐体の大きさから小型機にはない特徴が見られ、キーボードには独立したテンキーが配置され、メモリーカードリーダーやアプリケーション起動ボタンが多数配置されているものが多い。また、発熱の多い高クロックのCPUとビデオカードの実装や、HDDを2台内蔵してRAIDに対応するなど、モバイルワークステーションとしたモデルも存在する。 2000年代前半から普及しだした大きさ・カテゴリーであり、Blu-ray Discドライブを搭載し、3Dシューティングゲーム・CADなど高性能、マルチメディア用途向けとしているものが多い。 |
| A4・A4ファイル・B4                  | 液晶画素数1600x1200 （15型UXGA）  | ノートパソコンの主流のサイズである。液晶またはRetinaディスプレイに13インチ(A4)から15インチ(B4)程度(30cm~35cm)のものが使われる。 以前は、アスペクト比4:3の1024x768 XGA～1400x1050 SXGA+が主流であったが、現在ではワイド液晶のもの（ワイド液晶移行当初はアスペクト比16:10の1280x800 WXGA～1680x1050 WSXGA+を経て、16:9の1366x768 HD～1600×900 HD+）が主流になりつつある。Retinaディスプレイの普及で解像度も2560x1600ピクセル標準解像度になり年々高画質になりつつある。 重量が2～3キログラム程度あり、一般に徒歩で持ち運んでの（モバイル）利用には不向きであるが、据え置きでの利用ではデスクトップパソコンよりも少ないスペースで済む利点がある。オフィス用途、ホームユースともに古くから最も普及しているサイズであり、高性能モデルから、いわゆる「ネットブック」より多少高い程度の廉価版モデルに至るまで、幅広いラインナップがある。モバイルフォンなど携帯電話のバッテリーの小型化に伴いラップトップの重量も軽くなり重量が1.4～2キログラム程度になり、一般に徒歩で持ち運んでの（モバイル）利用されている。 かつてはフロッピーディスクドライブ(FDD)、ハードディスクドライブ(HDD)とコンパクトディスク(CD)などを内蔵した3スピンドル（詳細は後述）構成が一般的であり、インターフェイスとしてシリアルポート、パラレルポート等のレガシーデバイスを搭載していたが、Windows XPの普及の過渡期にあたる2002年の後半以降からはHDDと光学ドライブの2スピンドルになり、レガシーデバイスがUSBポートに代替される形で、ほぼ排除された。HDDと光学ドライブはラップトップの進化と共にSSDに置き換えられ、軽量化にもつながった。 トランスポータブルパソコン（ポータブルパソコン）または可搬型パソコン（キャリアブルパソコン）と呼ばれることがある。 |
| A4・A4ファイル                      | 液晶画素数1024x768 （12.1型XGA）  | コンパクトノートと呼ばれ、液晶またはRetinaディスプレイは12～14インチ程度 (A4~B4サイズ)(30cm~35cm)。かつては2スピンドル、1スピンドルが入り交じっていた。1990年代は13.3インチ程度のモデルが比較的多かった。画面解像度はかつてはアスペクト比4:3の1024x768がほとんどであったが、現在ではワイド液晶1280x800 WXGAを経て1366x768 HDが主体である。 CDドライブが内蔵された2スピンドルのノートについては、大抵の場合FDDは専用ケーブルもしくはUSBケーブルによる外部別付けとして1990年代後半頃までは付属されていた。また、1スピンドルタイプの薄型ノートについては別途CD・FDDがついた機器を装着させるドッキングベースを付属または別売させたものなどが2000年代前期まで発売された（多くはビジネスノートとして法人向けに流通）。 2001年以降は、技術の進歩により、大画面の液晶ディスプレイを搭載しながらも重量を1キログラム台に抑えた1スピンドルの薄型ノートが、その後は2スピンドルながら1キログラム前半代の薄型軽量ノートも各社から登場した。気軽に持ち運べてキー入力環境も良好な個人用パソコンとして、若年層を中心にコンパクトノート需要は伸びた。2011年になるとSSDを採用する製品が出始め、2012年には13インチ級の画面サイズにして1キログラムを切るものも登場する。 12inch (A4)サイズはディスプレイ、SSD、メモリの性能の差や重量の差は普通のA4サイズのラップトップとの差が無くなりつつあり、廉価版の位置づけでCPUのみのスペックをあえて低くしてモデルが主流になってきている。 |
| B5・B5ファイル・A4・A4ファイル 程度 | 液晶画素数1024x768 （10.4型XGA）  | サブノートパソコンとも呼ばれ、液晶またはRetinaディスプレイは10～12インチ程度 (B5~A4)(25cm~30cm)。重量1キログラム～2キログラム未満程度で、持ち運んでの利用を想定していることが多い。そのため多くはハードディスクドライブのみ内蔵する1スピンドルであるが、HDDとCDなど光学ドライブを内蔵する2スピンドルの機種も登場している。 筐体の大きさの制約からレガシーデバイスポートをフル装備していたモデルは少なく、別付けポートリプリケータを介するモデルも多かったが、現在はUSBポートに取って代わっている。 2008年以降には後述するB5サイズ以下のカテゴリーのミニノートパソコン同様、ごく一部の機種においてはHDDの代わりにSSDを搭載したゼロ・スピンドルも存在する。 主にタブレットPC型が主流になり重さも650g以下ととても軽い。 |
| B5以下                              | 液晶画素数1024x600 （7型WSVGA）   | ミニノートとも呼ばれ、さらに大きさを切り詰めたもの。液晶は10インチ以下で、解像度が低いためワープロ・表計算などのアプリケーションを使用するにはやや難がある。重量は1キログラム強まで。キーボードの大きさも縮めているため、入力が行いにくくタッチタイピングの困難な機種が多い。 HDDのみの1スピンドルモデルが中心であるが、2008年にはHDDの代替としてSSDを採用し、ゼロ・スピンドルの機種が発売された。 日本のメーカーのものはモバイルカメラやタブレット機能など何らかの付加価値を付けたUMPCと呼ばれるタイプが多かったが、2007年よりEee PCなど付加価値の少ない安価に徹したネットブックと呼ばれるタイプが普及し、その後、日本のメーカーの多くも参入していた（なお2012年をもってネットブックは新規開発・販売を終了した）。UMPCやネットブックが登場した当初は7インチや8.9インチなど小振りな液晶ディスプレイのモデルが多かったが、2009年以降は10インチを超えるやや大きめのものが主力となっている。 主にタブレットPCもこれに相当する。 |

## 他の分類方法
内蔵するデバイスのスピンドル数（モーター軸、すなわちディスクドライブの数）で以下のように分類されることもある。
ゼロ・スピンドル（スピンドルレス、ノンスピンドル）
機械的な記録ドライブを使用しない。HDDも使用せず、代わりにSSDを搭載する。ノートパソコンでも2005年頃からミニノート・パソコンで出現しはじめた。機械部品を全く用いないことから信頼性が高く、低消費電力。SSDが容量の割に高価なため、2007年以前ではごく少数にとどまっていたが、容量を割り切れば低価格化も可能であり、Eee PCなど低価格なミニノート（ネットブック）でも採用され、徐々に普及していった。
1スピンドル（シングルスピンドル、モノスピンドル）
HDDのみを内蔵する。外部とのデータのやり取りはネットワーク、または外付けドライブを利用する。
また、大型機でデスクトップパソコン用のCPUを搭載した機種の場合、発熱量が多いために冷却風を多く取り込む必要があり、光学ドライブが装着される場所を冷却風の風道に充当しているために光学ドライブが装着できず、結果として1スピンドルとなったものも存在する。
光学ドライブを搭載したものであっても、HDDを搭載せずSSDのみ搭載した機種は事実上1スピンドルとなる。
2スピンドル（ツインスピンドル、ダブルスピンドル、デュアルスピンドル）
HDDと光学ドライブを内蔵する。1.5kg以上のノートパソコンで見られる。かつては光学ドライブを搭載せずフロッピーディスクドライブを搭載したものがあった。
3スピンドル（トリプルスピンドル）
HDD、FDDとCD-ROMなどの光学ドライブを内蔵する。2002年頃までのA4サイズの大型機はほとんどHDD、FDDとCD-ROMが内蔵されていたが、2002年頃からはFDDは内蔵しなくなる（外付けのUSB接続のFDDを利用）傾向になったため、3スピンドル型のノートパソコン新製品はほとんど見受けられなくなった。
このほか、一部の大型機にはHDDを2基内蔵したものや、HDDとSSDを併用したデュアルストレージ（ダブルストレージ、ツインストレージ）という形をとっているものも存在する。

## 性能・用途別の分類

### 普及機（ローエンド～スタンダード）
ローエンドからロワメインストリームのCPU（2024年時点ではAMDのAthlonやRyzen、インテルのIntel Processor（旧・Celeron、およびPentium）、Core i3/i5/i7、Core Ultra5/7/9と、13～15インチクラスの液晶を搭載したモデル。価格優先の設計で寸法と重量が大きいが、CPUがボトルネックとなりにくい一般的な用途（ネットアクセス、低解像度の動画再生、文書作成や表計算などのオフィススイートなど）には必要十分な性能で、安価なこともあり各社の売れ筋商品となっている。チップセットにもモバイル向けローエンド製品が使われることが多く（一部例外あり）、GPUもチップセットに統合されている。中には無線LANをも省略したモデルもある。また、2012年頃からUSB 3.0インターフェースや、一部に限られるがBlu-ray Discドライブ（主に東芝〈現・dynabook〉、NEC、富士通）、USB 3.1インターフェース（USB Type-C含む）、Thunderboltインターフェースなどをそれぞれ採用したも少なからず存在する。

### ハイエンド
16～18インチクラスの液晶にデスクトップPC用のCPUと肩を並べる程の実力を持った最高レベルの処理能力（性能）を持ったCPU（2024年時点では主に最大24コア〈8Pコア・16Eコア〉/32スレッド版のインテルのCore HXシリーズ、もしくは最大8コア/16スレッド版のAMDのRyzen Proシリーズ）とハイエンドGPU（同・NVIDIAのGeForce RTX40シリーズあたり）を搭載したモデル。動画編集、DTM、パーソナルDAW、オンラインゲーム、CAD、解析用途など、充分なマシンパワーが必要な用途向け。「ゲーミングノートパソコン」や「モバイルワークステーション」などと銘打って売られているものもある。高速化を目的としたSSD、大容量のBlu-ray Discドライブや地上デジタルチューナーを搭載している機種もある。一般的な普及機よりも更に重量は重く（質量は大きく）、持ち運び移動などの用途にはあまり適さない。
2024年2月現在、日本で販売しているメーカーはLenovo(旧・IBM)、dynabook（旧・東芝）、富士通、NEC、デル、エプソンダイレクト、ヒューレット・パッカード、ASUS、エイサー、Apple、ショップブランドなどで、それぞれ各社のカラーがはっきりと出ているのが特徴。

#### ゲーミングノートパソコン

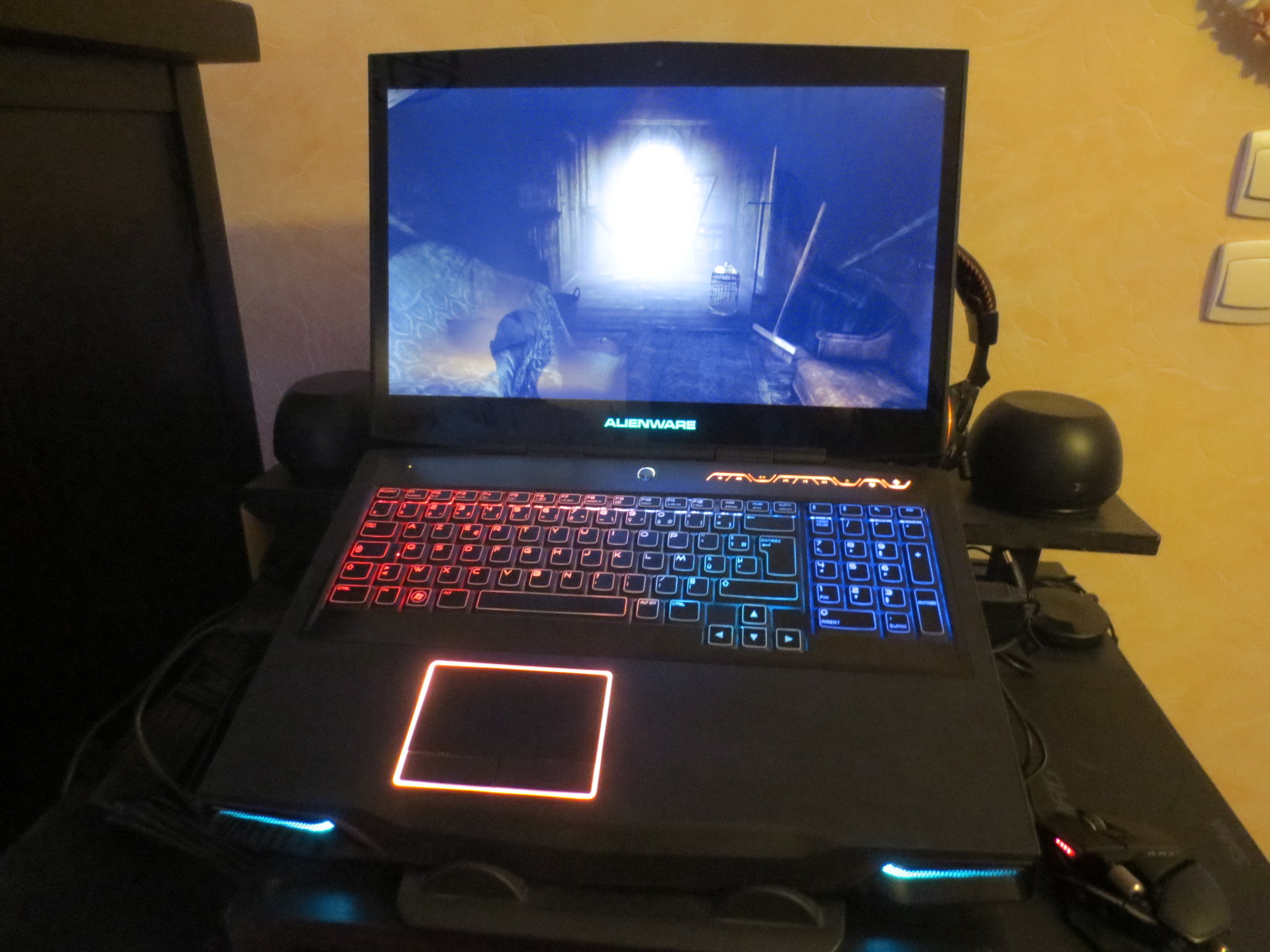
ゲーミングノートパソコン

高負荷なPCゲームのプレイに堪える性能を備えたノートパソコン。高性能なCPU・GPU、大型の冷却機構や電源ACアダプタ、高精細なディスプレイ、マクロ機能を備えたキーボード、各部LEDライティングなどを特徴とする。

### ハイエンドモバイル
14インチクラス以下の液晶と高性能CPUを組み合わせたモデル。携帯性と高性能とを兼ねそなえている。GPUは消費電力を抑え携行性を確保するためチップセット内蔵のものを利用することもあれば、性能を重視してミドルレンジ程度のものを実装することもある。近年ではビジネスモバイルとの中間的モデルも増え、ビジネスモバイルとの区分がはっきりしなくなっている。

### ビジネスモバイル
ビジネスで持ち歩くことを想定して作られたモデルで、携帯性と堅牢性、バッテリーの持続時間が重視されている。ビジネスバッグに簡単に収めることができ、（日本の）ラッシュ時の通勤電車にもまれても壊れないよう、マグネシウム合金やカーボンファイバー素材などの頑丈な筐体を持っている。CPUにも低電圧バージョンを採用し、細かな電力制御をするなど省エネに気を配って電池での稼働時間を延ばしている。その他にもハードディスクに対する負荷や衝撃を軽減する仕組みを採用したり、キーボードに水をこぼしても問題ない製品も存在する。
ただし、先述の素材を含め、小型軽量設計で高価格であることと、電池持続時間を優先するあまりCPUの性能が二の次になっているなど、扱うデータのサイズやアプリケーションの種類によっては不利な面もある。
この分野は従来、パナソニック、IBM（現・レノボ）、富士通が得意としていたが、最近ではNECやソニー（現・VAIO）も対抗するモデルを販売するなど、他社も追撃する気配を見せている。

### ラグドPC
ビジネスモバイルから派生し、屋外での使用を主な用途と想定して耐振動・耐衝撃・防塵・防滴性能などを大幅に向上させたモデル。主に軍・警察・消防などで使われるが、振動に強いという性格から車載端末として使われるケースも多い。この分野は従来、パナソニック、ジェネラル・ダイナミクス（Itronix）、Getac（英語版）が市場をほぼ独占していたが、現在はNEC、デル、ヒューレット・パッカード、モトローラなども参入している
（TOUGHBOOK、en:Rugged computerも参照）。

### テレビパソコン
テレビチューナーを搭載してパソコンでテレビ電波によるテレビ放送を受信して見るためのモデル。こういった方向性はアナログ放送・8ビットパソコン（デスクトップ機）の時代から存在する。日本では保有にあたりNHK受信料が発生する。
パソコンとしての性能もさることながら、放送、あるいは映像ソフトを視聴するためのアプリケーションソフトウェアの使い勝手の良さも求められる。チューナーを内蔵するため、それなりの重量となる（東芝Qosmioは重さ4kg以上と、ノートパソコンとしては重い）が、チューナーを外付けにしてUSBケーブルでつなぐ形をとっているモデルは、テレパソでありながらテレビチューナーなしモデルとほぼ同じ重さとなる。テレビチューナーのない機種でもUSB接続の外付けワンセグチューナーを接続することでテレビ番組を受信することはできる。

### ショップブランドPC
Clevoなど日本国外のメーカーから発売されているベアボーンを、パソコンショップが組み立てて販売する形態のパソコンのこと。BTO（受注生産）が基本。CPUグレードやメモリ、HDD容量など内容の設定の幅が広いため、無駄を極限まで切り詰めることができるので、低コスト、かつ、不必要な機能やアプリケーションソフトを省いたパソコンを手に入れることができるが、サポートセンターが存在しないので（販売店の対応レベルによる）、トラブルが起きても自力で解決（切り分け）できるスキルがユーザーにも要求される。一部にはノート型でありながらバッテリーを搭載しない機種も存在する。
デルやヒューレット・パッカードなど、直販BTO（またはCTO=Custom to order）主体のメーカーの製品も、ショップブランドほどではないものの、実際に製品に触れ、質問ができる店舗が限られるなど、初心者にとってはハードルが高い傾向にある。引き換えに、時折行われるキャンペーンなどを上手く利用すると、ショップブランド同様に低コストで不要なアプリケーションソフトが入っていないパソコンを手に入れることができ、サポートの内容もユーザーの好みで段階的に選べるため、電子掲示板などで情報を得られる中級者以上のユーザが購入する場合が多い。
また、家電量販店などで販売されている主要なメーカの多く（NEC、東芝、富士通、ソニーなど）は、並行して自社のウェブサイトで直接販売も行っており、直販専用モデルとして同程度の内容の製品が安価に売られていることも多く、メーカによっては通常より長い3年保証の付与、CPUやメモリ容量など一部内容の変更が可能、大型量販店でもオプションサービスで行われている自宅へ納品後の設定サービスが選択できる場合もある。
BTO販売の場合、2024年2月時点において、一般流通ルートではごく一部のパソコンショップを除き、ほとんど入手不能となったWindows 10が選択できる製品（流通のほとんどがHomeまたはProの各種64ビット版）もある（特に大手PC製造メーカーの法人向けの製品、およびパソコンショップ、直販BTOメーカーの各製品）。

### ウルトラブック
14インチクラスの液晶画面を内蔵し、普及機並〜ハイエンドモバイルクラスのCPUを薄型の筐体に詰め込んだノートパソコン。SSDを搭載しているため、Webサービスやビジネス向けアプリケーションの使用では快適なパフォーマンスを発揮する。光学ドライブを省略し拡張性を排除した簡素な構成で、比較的低価格。性能と携帯性、価格のバランスに優れており、普及型とビジネスモバイル、ハイエンドモバイルのニッチを置き換える次世代の主流型ノートパソコンとして期待されている。

### 小型機
このポジションは2010年頃から急激に普及したタブレットコンピュータ・静電タッチパネル式タブレットPCに移行した。Asus Eee Pad Transformerのように、キーボードと本体であるタブレットPCが分離可能な構造も試みられ、タブレットPCに受け継がれた。
これらはインターネット端末としてやクラウドコンピューティング端末など限られた機能しかもたないものもある。

#### ウルトラモバイルPC
7～10インチ程度の小型液晶ディスプレイ、比較的低性能かつ超低消費電力タイプのCPUを搭載し、光学ドライブを省略した小型ノートパソコン（初期のタブレットPC）の規格 が2006年に制定され、各社から製品が発表された。CPUにおいては、当初Intel A100などのCeleron MベースのCPU、もしくはVIA C7やAMD Geodeなどが主流を占めていたが、最近はIntel Atomを搭載した製品が大部分を占めている。しかし、ウルトラモバイルPCの特長であるペン入力やポインティングスティックなど複数の操作機構、画面を表にできる折りたたみ機構といった高付加価値による高価格、CPUやメモリの能力に見合わないOS (Windows Vista) がプリインストールされていたため、売り上げは伸び悩んだ。ただし、OSについては後述のネットブックが普及しだしてからはマイクロソフトのOS供給方針変更もあり、負荷が少ないWindows XPが搭載されるようになった。

#### ネットブック

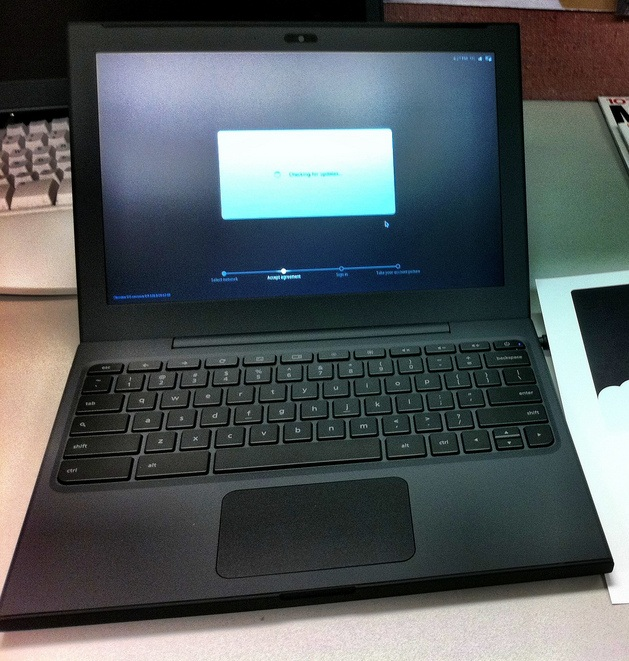
ネットブック（2010年現在）

2007年に、ラップトップパソコンよりもシンプルで低付加価値なネットブックと呼ばれている、10インチ前後のミニラップトップが急速に普及しだした。人気の背景にはパソコンが大半の用途において過剰性能になっていること、大容量のストレージや高い処理能力をそれほど必要としないウェブアプリケーションの普及がある。あえて低性能に抑える形で廉価なモジュールを組み合わせた製品が出回っており、2008年に前後する爆発的な普及では集積回路メーカーからOSをリリースしているMicrosoftまでもをまきこんでの、一大市場を形成した。なおこの際に、Microsoft側は低価格化のネックとなるOSのライセンス料を見直す上でULCPCという基準を示し、これがネットブックのスペック上限にも影響を与えている。

#### スマートブック
多くのノートパソコンはコンピュータ・アーキテクチャ（いわゆるPC/AT互換機）を採用、他のパソコンと互換性を備えているが、その互換性を持たない携帯機器として、スマートブックというジャンルも登場した。これらは、PC/AT互換アーキテクチャーを採用する上で小型化・低電力化を阻害する避け得ない様々な制約を回避する上で、ARMアーキテクチャなどスマートフォンのそれを採用した製品が見られた。

## 拡張機能
| 拡張機能                   | 参考画像                                         | 特徴 |
| -------------------------- | ------------------------------------------------ | --- |
| PCカードスロット           | PCカードスロット                                 | 古くからのノートパソコンの主な拡張機構で、2005年頃までのほとんどの機種に備えられていた。デスクトップPCにおけるPCIスロットに相当する汎用拡張スロットとして、通信など各種入出力系のインターフェースカードや、メモリカードなどを装着できる。一部のモバイルノートパソコンには、PCカードスロットとともに、コンパクトフラッシュスロットを搭載する機種もある。2005年頃から、互換性のない新しい規格として、ExpressCardスロットを搭載した機種も登場した。2010年代にはこうしたスロットが存在するノートPCは珍しくなった。 |
| 入出力ポート               | USB                                              | 1990年代までは大型のものでは本体に、小型のものではポートリプリケータやドッキングユニットにレガシーデバイスを一通り備えており、多くの入出力ポートを利用することができたが、2000年以降はこれら入出力ポートが省略され、汎用入出力端子はUSB端子のみか、USBとHDMIを搭載した機種が中心となっている。ただし法人向けの機種は、2006年まではパラレル端子などは標準搭載されていた場合が多い。 |
| 光学ドライブ               | 着脱式CD-ROMドライブ                             | 初期はCDドライブ、2000年代にはDVDスーパーマルチドライブ、ハイエンドモデルではBlu-ray Discドライブが搭載されたが、2010年代以降はドライブの無いものが増えている。 |
| イーサネット・モデム       | PCカード型無線LANカード                          | イーサネットは従来はPCカードを利用して接続していたが、1998年頃にオフィス向けを中心として標準で内蔵した機種が登場し、ADSLなどのブロードバンドインターネット接続が普及し始めた2002年頃からは標準で搭載されるようになり、さらには無線LANモジュールのみで有線LANケーブル端子が無い機種も増えている。 ダイヤルアップ接続（あるいはFAX送信）を行うためのモデム（端子としては公衆交換電話網に接続する2芯のモジュラー端子）については、持ち運んで使うノートパソコンの性格上、ほとんどの機種が内蔵していたが、2000年代中盤以降、公衆無線LAN接続や、モバイルデータ通信定額制サービスの利用が多くなったことから、大型の機種を中心にモデムは外されるようになった。現地の状況でダイヤルアップ接続しかできない場合、USB接続のモデムを使うことになる。 |
| フロッピーディスクドライブ | 外付けフロッピーディスクドライブ                 | フロッピーディスクドライブはデータのやり取りやバックアップ、BIOSのアップデートに使用する起動ディスクなどのために搭載されていた。大型のものは内蔵され、コンパクトノートやサプノート向けには、専用端子（2000年あたりからはUSB端子）に接続する外付けの機器が使用されていた。 2000年代中盤以降ではCD-RやUSBメモリの普及、BIOSのアップデートの簡易化などによりフロッピードライブは標準搭載からは外され、オプション扱いがほとんどである。フロッピーディスクを使用する場合には、USB接続の汎用外付けドライブを利用する。 |
| その他                     | Webカメラ（画面上部中央の黒い点状の物） 指紋認証 | 機種によっては、メモリーカードリーダライタ、Webカメラ、指紋認証などが内蔵されている場合がある。Webカメラは主として個人向けの機種に、指紋認証は主として法人向けの機種に搭載される場合がある。 |

## 代表的なノートパソコン

### 販売中のブランド
- Apple
  - MacBook Pro
  - MacBook Air
- ヒューレット・パッカード
  - （個人向け）Spectre・ENVY・Pavilion・HP・OMEN by HP
  - （法人向け）EliteBook・ProBook・HP
- デル
  - （個人向け）XPS・Inspiron・ALIENWARE・Vostro
  - （法人向け）Precision・XPS・Vostro・Latitude・Inspiron
- Microsoft（日本での販売総代理店は日本マイクロソフト）
  - Surface Book
  - Surface Laptop
- Google
  - Pixel Book
- Dynabook（旧・東芝。現在はシャープの完全子会社）
  - ダイナブック・libretto
- VAIO（旧・ソニー。日本での販売総代理店はソニーマーケティング）
  - VAIO
- ASUS（日本での販売総代理店はASUS JAPAN）
  - （個人向け）ZenBook・ZenBook Pro・VivoBook・ROGシリーズ・Eee PC
  - （法人向け）ASUS PROシリーズ
- Acer
  - Swift・Spin・Aspire・Predator
- Lenovo（日本での販売総代理店はレノボジャパン）
  - ThinkPad・ThinkBook（英語版）・IdeaPad・Lenovo Gシリーズ
- NECパーソナルコンピュータ（NEC/レノボジャパン）
  - （個人向け）LAVIE
  - （法人向け）VersaPro・FC-NOTE
- 富士通クライアントコンピューティング（旧・富士通。Lenovoに株式の51%を譲渡）
  - （個人向け）FMV BIBLO/BIBLO LOOX・FMV LIFEBOOK
  - （法人向け）LIFEBOOK
- エプソンダイレクト（EPSON）
  - Endeavor
- パナソニック
  - Let's note・TOUGHBOOK
- サムスン
  - Notebook 5/7/9シリーズ・Odyssey
- LG
  - LG gram・LG Ultra PC（旧・Xnote）
- MSI
  - Gシリーズ・Sシリーズ

### 過去のブランド
- ライオス・システム
  - チャンドラ・チャンドラII（OEMとして複数のメーカーから販売された。）
- 日立製作所
  - Flora・Prius（2007年にPC製造事業から撤退、以降Floraはセキュリティ用となり、法人向けにはHP製品を販売。）
- シャープ
  - Mebius（2010年10月21日にパソコンの生産を打ち切っていることを発表）
- 三菱電機
  - apricot
- キヤノン
  - INNOVA
- 三洋電機
  - Winkey
- 日本ビクター（現・JVCケンウッド）
  - Inter Link
- インベンテック
  - 工人舎・SA・SH
- Nokia
  - Booklet
- キングジム
  - ポータブック
- オンキヨー（二代目以前の法人、現・オンキヨーテクノロジー/ティアック）
  - ソーテック・Winbook・AFiNA
- Apple
  - MacBook(無印)
  - iBook
  - PowerBook

### 製造大手メーカー
ノートパソコンはその90%以上が台湾メーカーによりOEM・ODM生産されている。
- クアンタ・コンピュータ（台湾）
世界最大のノートパソコンメーカー。自社のブランドはもたないが、世界・国内の大手ブランドのパソコン製造を手がける。
- コンパル・エレクトロニクス（台湾）
クアンタ・コンピュータと世界首位の座を争っている[18]
- インベンテック（台湾）
- ウィストロン（台湾）
AcerからOEM製造部門を分離して設立
- FOXCONN（台湾）
- ASUS（台湾）：自社ブランドを立ち上げ、以前よりOEM受託比率は下がっている。
- CLEVO（台湾）：日本の直販系メーカー用ベースユニットに採用されている

## 健康上の問題

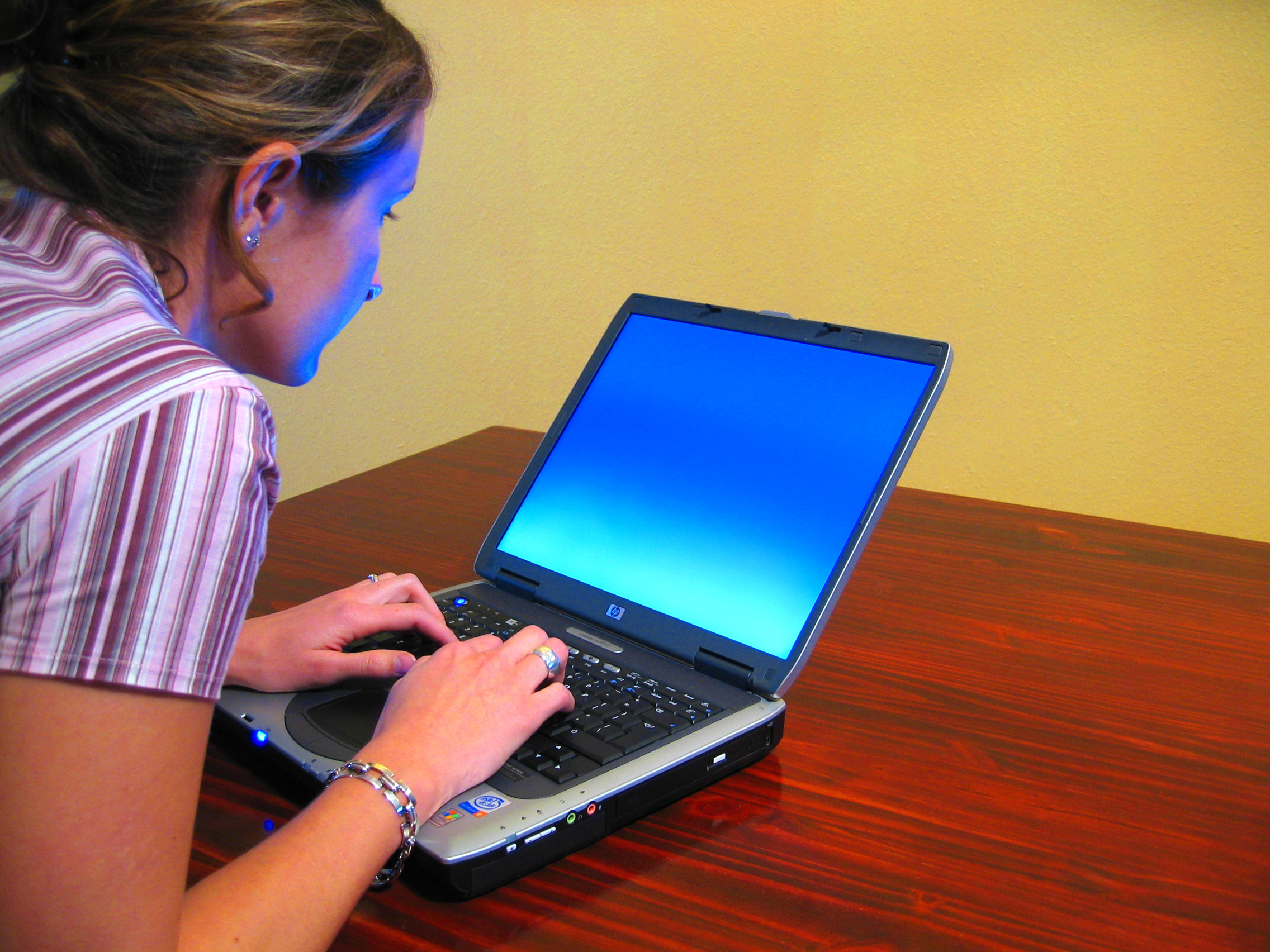
ノートパソコンの画面を凝視する女性

ノートパソコンを長時間使用する場合人体に与える影響が指摘されている。ノートパソコンの場合、ディスプレイが目線より下に存在することになり、常に首を曲げた状態で作業をする必要が生じる。これによって肩凝りや頭痛、長期的な疾病に至る事が懸念されている。そのため、一定時間ごとに休息し、マッサージをするなど対症療法的な方法と、モバイル以外の環境では視線を落とすことなく視認可能な外部ディスプレイに接続するなどの方法が推奨されている。

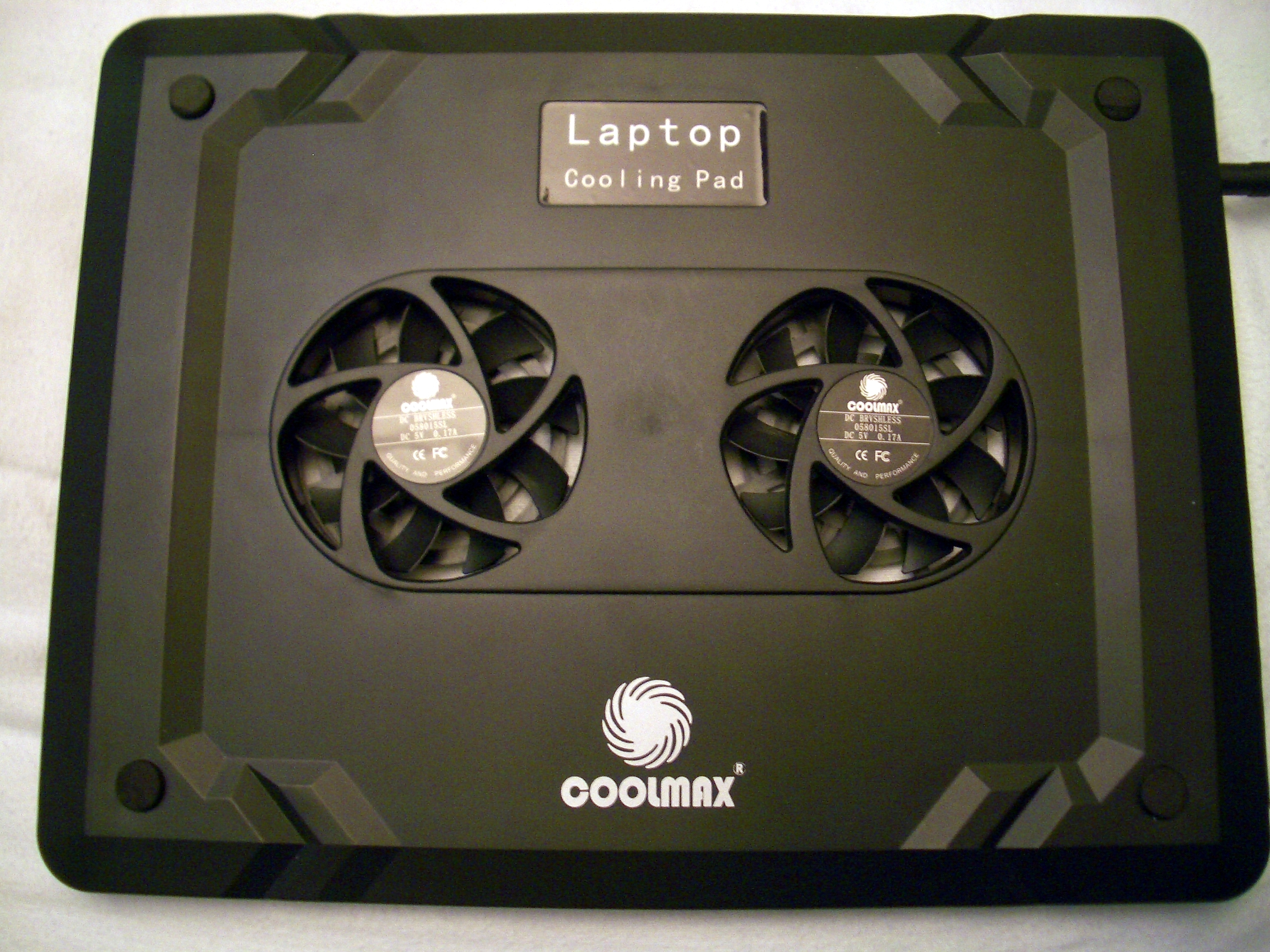
ノートパソコン用冷却台
ノートパソコンの下に敷いて使う。USBなどから電源をとり、内部のファンを回転させてパソコンに風を当てる。

また、高い発熱をするCPUを採用したり、冷却ファンの出力が低い場合、バッテリーの過熱・発火事故や、長時間の使用で発生する内部の発熱（40～50℃を超える場合あり）による（低温）やけどの被害も起きている。これを防ぐには、市販のノートクーラーパッドやUSB扇風機などでノートパソコン本体の温度を下げる必要がある。